# Гранулы волютина
Гранулы волютина — внутрицитоплазматические гранулы, состоящие из неорганических полифосфатов, продукция которых используется в качестве дифференциально-диагностического критерия для выделения Corynebacterium diphtheriae (возбудителя дифтерии) на среде Лёффлера. Гранулы полифосфата также называются метахроматическими гранулами, поскольку при окраске метиленовым синим приобретают красную окраску.